# Convento da Graça (Lisboa)

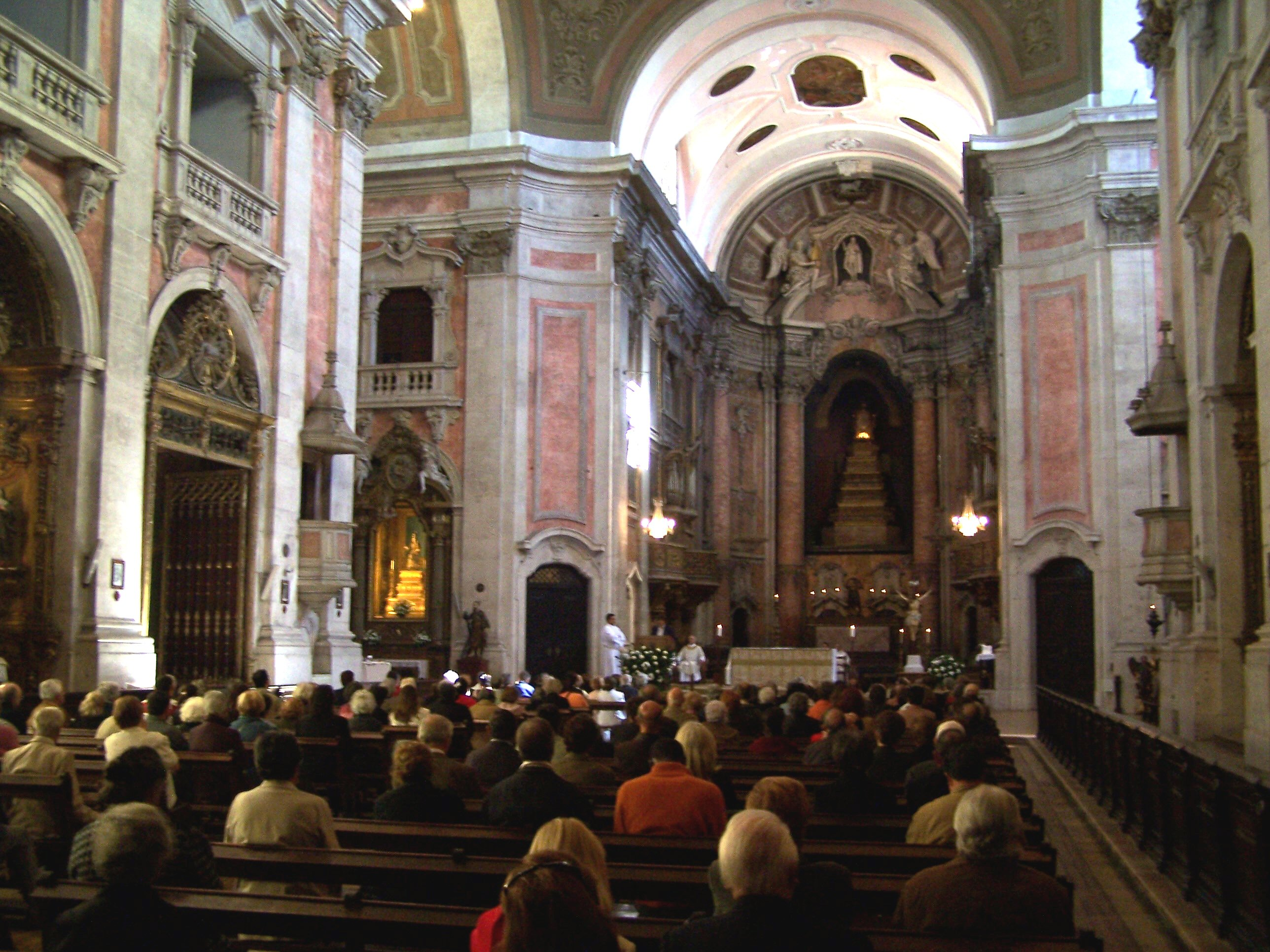
Igreja e convento da Graça II - Graça (Lisboa)

O conjunto da Igreja e convento da Graça, também designado por Convento da Graça, Convento de Nossa Senhora da Graça, Igreja Paroquial da Graça ou Igreja de Santo André e Santa Marinha, está localizado no Largo da Graça, na freguesia de São Vicente, em Lisboa, estando adjacente a um miradouro com vista sobre a cidade e o rio.
Pertencia à Ordem dos Agostinianos Eremitas (Ordo eremitarum Sancti Augustini), hoje conhecida como Ordem de Santo Agostinho, e por isso, por ter aqui a sua sede em Portugal, também era conhecida por Ordem dos Gracianos.
Remonta ao início da nacionalidade portuguesa, fundado no século XIII, no Monte de São Gens, no antigo local conhecido por Almofala — onde D. Afonso Henriques acampou com as suas tropas durante o cerco a Lisboa em 1147. Foi depois reedificado no século XVI e restaurado após o terramoto de 1755, dado que grande parte da igreja ruira, sobretudo a fachada, as abóbadas da capela-mor e do cruzeiro. 
Após a extinção das ordens religiosas o convento foi transformado em quartel de diversas unidades do exército.
Está classificado como Monumento Nacional desde 1910.

## Descrição
O restauro após o terramoto de 1755 imprimiu-lhe um carácter tardo-barroco, embora tenha subsistido o núcleo manuelino, constituído pelo baptistério e pela capela dos Almadas, assim como o claustro maneirista.
A frontaria apresenta dupla fachada, em ângulo, composto pela igreja e pela antiga portaria conventual, sobre a qual se eleva a torre sineira,  obra de Manuel da Costa Negreiros e data de 1738.
Na reconstrução, optou-se por um interior sóbrio, cujas capelas, de talha dourada, imprimem uma linguagem ainda rocaille de finais do século XVIII. O seu interior é marcado pela talha dourada, azulejos e pintura do tecto.
No interior merecem destaque: o património azulejar dos sécs. XVI, XVII e XVIII; o trabalho em talha dourada dos altares em estilo rococó e as esculturas setecentistas das capelas intermédias; a decoração barroca da sacristia, com o tecto alegórico pintado por Pedro Alexandrino de Carvalho, o grande painel das Relíquias e o túmulo de D. Mendo de Fóios Pereira.

## Dados Históricos
Em 1271 inicia-se a construção do convento, com instalações para 50 frades eremitas calçados de Santo Agostinho, sendo as obras patrocinadas por D. Afonso III.
O convento tornou-se cabeça da Província de Portugal da Ordem de Santo Agostinho desde 1291 até à sua extinção em 1834.
Em 1305, por disposição de Frei Francisco do Monte Rubiano, em cumprimento de voto feito em Roma, o convento de Santo Agostinho de Lisboa é consagrado a Nossa Senhora da Graça.
Segundo a lenda, em 1362, a Imagem de Nossa Senhora da Graça apareceu em Cascais, na rede de pescadores que a teriam vindo entregar ao convento da Graça no dia seguinte.
Em 1375 é construída a muralha fernandina, que envolveu o convento, até Sul.
Segundo a lenda, a imagem de Nossa Senhora da Graça teria anunciado a vitória dos exércitos de D. João I na Batalha de Aljubarrota, sendo por isso feito voto de vir todos os anos, em procissão, à Igreja, costume apenas interrompido durante a união ibérica entre 1580 e 1640.
Em 1472, instituem capela no convento, Rui Gomes de Alvarenga e D. Melícia de Melo, pais do vice-rei da Índia Lopo Soares de Albergaria.
A 24 de Março de 1506, data da sua partida para a Índia Afonso de Albuquerque, deixa um testamento instituindo uma capela na igreja do convento da Graça, onde estavam sepultados seu pai e seu bisavô.
Em 1530 é legalizada a cedência da capela, chamada de São Fulgêncio (actual baptistério) mandada edificar na antiga sacristia pelo referido Lopo Soares de Albergaria, para si e seus herdeiros, onde se encontrava sepultada sua mulher, D. Joana de Albuquerque.
Como sua descendência vem cair nos Vaz de Almada, por sua filha herdeira ter casado com D. Fernando de Almada, e  serem senhores de Pombalinho precisamente por igual razão, passaram a ser estes a usá-la para sepultar os seus representantes. Essa prerrogativa dura pelo menos até 8 de Março de 1865, nessa altura ainda na posse dos condes de Almada.
Em 1544 El-rei D. João III doa ao convento os terrenos a norte e oeste, exteriores à referida cerca Fernandina.
Em 1551 o convento teria 70 frades e 13 capelas.
Entre 1556 e 1565 é reedificada a igreja com três naves, por iniciativa do Vigário Frei Luís de Montoya, restando apenas o actual baptistério.
Em 18 de Maio de 1566, é feito o sepultamento dos restos mortais de Afonso de Albuquerque na capela-mor. Os restos mortais de D. José Francisco de Mendonça, cardeal-patriarca de Lisboa, encontram-se também sepultados neste espaço.
É realizada, na Quaresma de 1586, a primeira Procissão do Senhor dos Passos da Graça a pedido do pintor Luís Alvares de Andrade.
Hoje, sob a organização da Real Irmandade do Senhor dos Passos da Graça, a mesma continua a sair para percorrer a freguesia da Graça todos os anos, desde essa data, nessa mesma altura.

## Programa Revive
Em 2016 o convento integrou o programa ‘Revive’, projeto do Estado português que prevê a abertura do património ao investimento privado para o desenvolvimento de projetos turísticos.
Em 2019 foi concessionado ao grupo Sana estando previsto um investimento de 30 milhões de euros, para a instalação de um hotel com 120 quartos, estando na altura a abertura prevista para o final de 2022.
Em abril de 2023, a Câmara de Lisboa e a Direção-Geral do Património Cultural notificaram o consórcio de empresas do grupo Azinor (proprietário do grupo Sana Hotels) para realizar alterações no projeto o que atrasou a conclusão da obra.
O imóvel será concessionado por um período de 50 anos para a instalação de um hotel de 5 estrelas, correspondendo a uma renda anual de 1,79 milhões de euros.
A concessão não inclui a área da igreja nem o respetivo jardim, estando igualmente fora do âmbito do concurso o Jardim da Cerca da Graça. O concurso estabelece também que o concessionário ficará responsável por construir os espaços que vão acolher as capelas mortuárias de apoio à igreja.